# Marek Rączka (hokeista)
Marek Rączka (ur. 9 października 1979 w Nowym Targu) – polski hokeista, reprezentant Polski. Trener hokejowy.

## Kariera zawodnicza
- SMS I Sosnowiec (1997–1998)
- Podhale Nowy Targ (1998–1999)
- Cracovia (1999–2000)
- Podhale Nowy Targ (2000–2001)
- Lyon Hockey Club (2001–2003)
- Cracovia (2003–2004)
- HC Reims (2004–2008)
- Cracovia (2008–2010)
- Ciarko KH Sanok (2010–2011)
- GKS Tychy (2011–2012)

Absolwent NLO SMS PZHL Sosnowiec z 1998. Wychowanek Podhala Nowy Targ. Od 2010 do 2011 zawodnik Ciarko KH Sanok. Od lipca 2011 zawodnik GKS Tychy związany z klubem dwuletnią umową. 
W kadrze Polski brał udział w turnieju Zimowej Uniwersjady 2001 w Zakopanem. Z reprezentacją Polski seniorów uczestniczył w turnieju mistrzostw świata edycji 2001. 
Po zakończeniu czynnej kariery zawodniczej został zawodnikiem TS Old Boys Podhale, w 2014 zdobył z drużyną złoty medal mistrzostw Polski oldboyów. Zasiadł w sądzie koleżeńskim Towarzystwa Sportowego Old Boys Podhale.

## Kariera szkoleniowa
Po sezonie 2011/2012 zakończył karierę zawodniczą i zajął się szkoleniem żaków w MMKS Podhale Nowy Targ. Jednocześnie został jednym z trenerów juniorskiej kadry Polski do lat 16. W maju 2014 został drugim trenerem MMKS Podhale Nowy Targ. Na początku sezonu PHL 2016/2017, po dyskwalifikacji trenera Marka Ziętary, do 4 października 2016 tymczasowo I trener. Od początku października 2016 był asystentem Witalija Semenczenki, a po jego zwolnieniu w listopadzie 2016 został mianowany I trenerem. Po zakończeniu sezonu 2016/2017 i przywróceniu na stanowisko głównego trenera Podhala, Marka Ziętary, ponownie został jego asystentem. Od połowy 2017 równolegle został asystentem kanadyjskich trenerów kadry Polski, Teda Nolana i Tom Coolena. Po odejściu Ziętary ze stanowiska głównego trenera Rączka pozostawał asystentem nowego trenera Podhala, Aleksandrsa Beļavskisa, do drugiej połowy stycznia 2018 asystentem tego szkoleniowca pozostawał M. Rączka. Pod koniec lipca 2019 został asystentem głównego trenera drużyny Lotos PKH Gdańsk, Marka Ziętary.
W 2020 pełnił funkcję team menegera w sztabie reprezentacji Polski seniorów, prowadzonej przez słowackiego selekcjonera Róberta Kalábera.

## Sukcesy

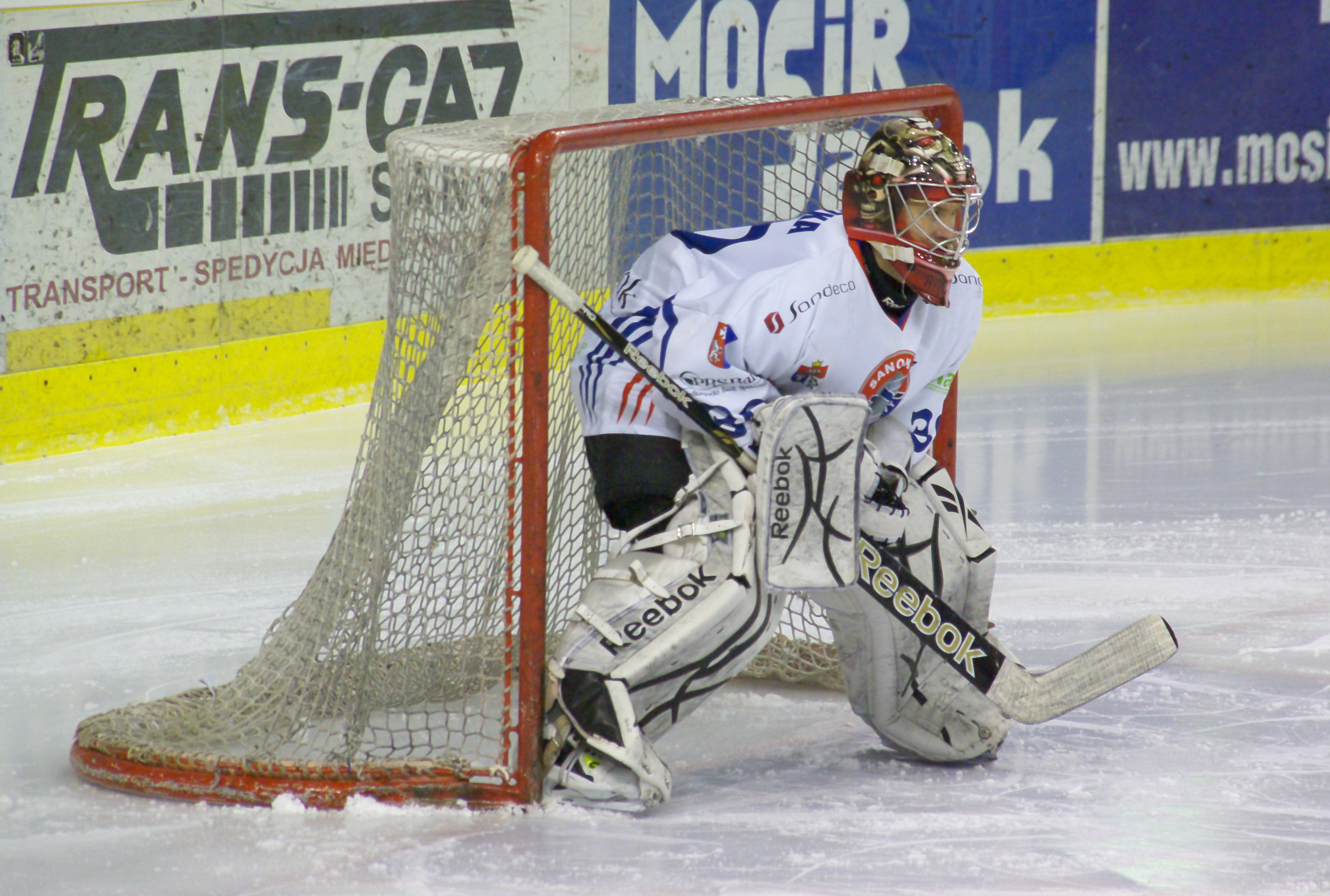
Marek Rączka w barwach KH Sanok (2011)

Reprezentacyjne
- Awans do MŚ Elity: 2001

Klubowe
- Złoty medal mistrzostw Polski: 2009 z Cracovią
- Srebrny medal mistrzostw Polski: 2010 z Cracovią
- Brązowy medal mistrzostw Polski: 1999 z Podhalem Nowy Targ
- Puchar Polski: 2010 z Ciarko KH Sanok

Szkoleniowe
- Brązowy medal mistrzostw Polski: 2015 z Podhalem Nowy Targ